# Iunie 2021
Acest articol este generat integral pe baza informațiilor din articolul 2021 și este actualizat periodic de un robot.
 Editările făcute în articol vor fi șterse la următoarea actualizare! Dacă doriți să faceți modificări, editați articolul-sursă.

ianuarie -
februarie -
martie -
aprilie -
mai -
iunie -
iulie -
august -
septembrie -
octombrie -
noiembrie -
decembrie
Iunie 2021 a fost a șasea lună a anului și a început într-o zi de marți.

## Evenimente

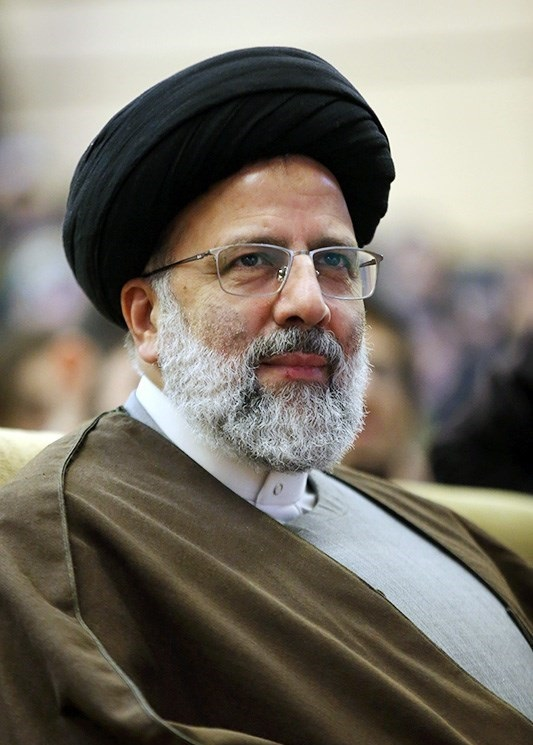
Ebrahim Raisi-noul presedinte al Iranului

- 2 iunie: Orașul finlandez Oulu este ales Capitală Europeană a Culturii în 2026.
- 2 iunie: Parlamentul Israelului, Knesset, l-a ales pe Itzhak Herzog, membru al partidului Likud, în funcția de președinte al statului. Acesta îl succede pe Reuven Rivlin care a deținut președinția din 2014.
- 7 iunie: Cascada Bigăr, parte din Izvorul Bigăr din Parcul Național Cheile Nerei - Beușnița, s-a prăbușit din cauze naturale.
- 11 iunie - 11 iulie: Campionatul European de Fotbal 2020. Italia este campioana Europei învingând Anglia la lovituri de departajare.
- 13 iunie: Parlamentul Israelului a aprobat, un nou guvern, care va fi condus prin rotație, de Naftali Bennett și Yair Lapid, punând capăt celor 12 ani în care Benjamin Netanyahu a fost permanent prim-ministru.
- 18 iunie: Alegeri prezidențiale în Iran (primul scrutin). După numărarea a 28,6 milioane buletine de vot, Seyyed Ebrahim Raisi al-Sadati, a obținut peste 62% din voturile exprimate.
- 29 iunie: Pandemia de COVID-19: Numărul vaccinărilor administrate la nivel mondial depășește 3 miliarde.[1]

## Nașteri
Lilibet Mountbatten-Windsor, fiica Prințului Harry, Duce de Sussex și a soției acestuia, Meghan, Ducesă de Sussex

## Decese
- 1 iunie: Prințul Amedeo, Duce de Aosta, 77 ani, pretendent la șefia Casei de Savoia, familia regală care a condus Italia între 1861 și 1946 (n. 1943)
- 4 iunie: Barbro Andersson, 83 ani, traducătoare suedeză din limba italiană și limba română (n. 1937)
- 4 iunie: Richard Robert Ernst, 87 ani, chimist elvețian, laureat al Premiului Nobel (1991), (n. 1933)
- 4 iunie: Dumitru Ivanov, 75 ani, politician din Republica Moldova (n. 1946)
- 4 iunie: Friederike Mayröcker, 96 ani, poetă, dramaturgă și romancieră austriacă (n. 1924)
- 4 iunie: Yosef Govrin, diplomat israelian (n. 1930)
- 6 iunie: Ei-ichi Negishi, 85 ani, chimist japonez, laureat al Premiului Nobel (2010), (n. 1935)
- 6 iunie: Mansour Ojjeh, 68 ani, om de afaceri și antreprenor francez născut în Arabia Saudită (n. 1952)
- 7 iunie: Vadim Cojocaru, 60 ani, politician și economist din Republica Moldova (n. 1961)
- 7 iunie: Iurie Sadovnic, 69 ani, muzician și interpret de muzică ușoară și folk din Republica Moldova (n. 1951)
- 7 iunie: Evanghelos Moutsopoulos, filosof grec (n. 1930)
- 9 iunie: Edward de Bono, medic, psiholog, autor, inventator, filosof și consultant din Malta (n. 1933)
- 9 iunie: Libuše Šafránková, 68 ani, actriță cehă (n. 1953)
- 11 iunie: Marius Leonte, 57 ani, artist vizual român (n. 1964)
- 13 iunie: Ned Beatty (Nedward Thomas Beatty), 83 ani, actor american de film (n. 1937)
- 13 iunie: Krystyna Chojnowska-Liskiewicz, 84 ani, ingineră navală și marinară poloneză, prima femeie care a navigat singură în jurul lumii (n. 1936)
- 18 iunie: Giampiero Boniperti, 92 ani, fotbalist și politician italian, președinte al clubului Juventus Torino (1971–1990), membru al Parlamentului European (1994–1999), (n. 1928)
- 19 iunie: Freimut Börngen, 90 ani, astronom german (n. 1930)
- 20 iunie: Joanne Linville, 93 ani, actriță americană (n. 1928)
- 22 iunie: Mircea Bradu, 84 ani, scriitor român (n. 1937)
- 23 iunie: John McAfee, 75 ani, programator de calculatoare și om de afaceri american (n. 1945)
- 23 iunie: Robert Sacchi, 80 ani, actor italo-american (n. 1941)
- 23 iunie: Q7349533, actor american (n. 1941)
- 24 iunie: Ion Ghițulescu, 90 ani, comentator sportiv român (n. 1930)
- 27 iunie: Dominick Montiglio, 73 ani, asociat al familiei Gambino⁠ (n. 1947)
- 27 iunie: Ian White, 76 ani, om politic britanic (n. 1945)
- 27 iunie: Ian White, politician britanic (n. 1945)
- 28 iunie: Ivan Bordi, 83 ani, jucător român de polo pe apă (n. 1937)
- 28 iunie: Florin Condurățeanu, 71 ani, jurnalist român (n. 1950)
- 29 iunie: Donald Rumsfeld, 88 ani, politician american, Secretarul Apărării al SUA (1975-1977 și 2001-2006), (n. 1932)